# Villepinte (Aude)
Villepinte (okzitanisch: Vilapinta) ist eine französische Gemeinde mit 1.252 Einwohnern (Stand: 1. Januar 2022) im Département Aude in der Region Okzitanien. Sie gehört zum Arrondissement Carcassonne und zum Kanton La Piège au Razès. Die Einwohner werden Villepintois genannt.

## Lage
Villepinte liegt etwa 23 Kilometer westnordwestlich von Carcassonne am Canal du Midi und am Fluss Fresquel sowie seinem Zufluss Tréboul. Umgeben wird Villepinte von den Nachbargemeinden Lasbordes im Nordwesten und Norden, Villespy im Norden, Carlipa im Nordosten, Saint-Martin-le-Vieil im Nordosten und Osten, Bram im Süden, Villasavary im Südwesten sowie Pexiora im Südwesten und Westen.

## Bevölkerungsentwicklung
| Jahr                       | 1962 | 1968 | 1975 | 1982 | 1990 | 1999 | 2006 | 2019 |
| Einwohner                  | 820  | 771  | 762  | 916  | 1017 | 1024 | 1212 | 1276 |
| Quellen: Cassini und INSEE |      |      |      |      |      |      |      |      |

## Sehenswürdigkeiten
- Kirche Saint-Jean-Baptiste, Monument historique seit 1949

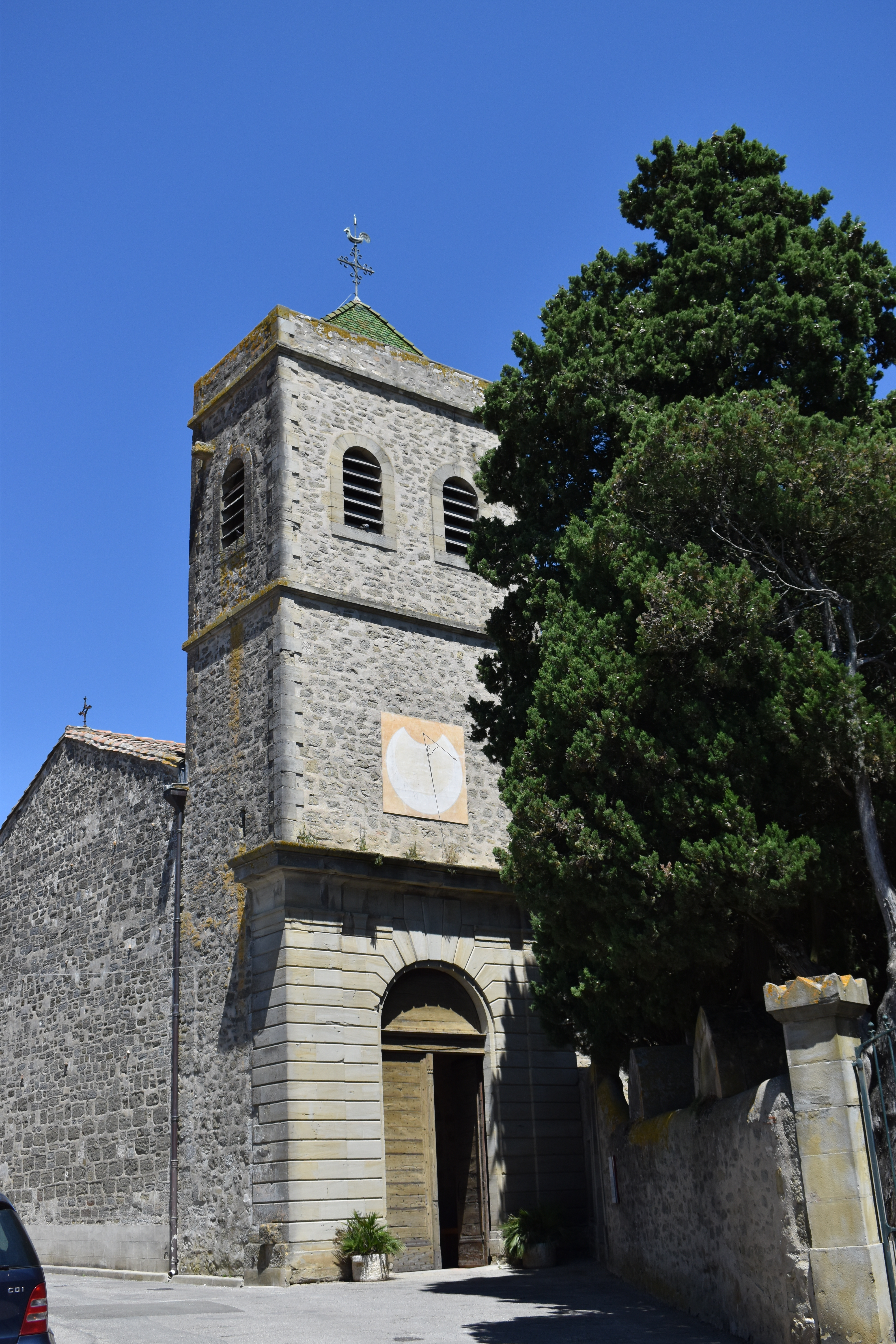
Kirche Saint-Jean-Baptiste
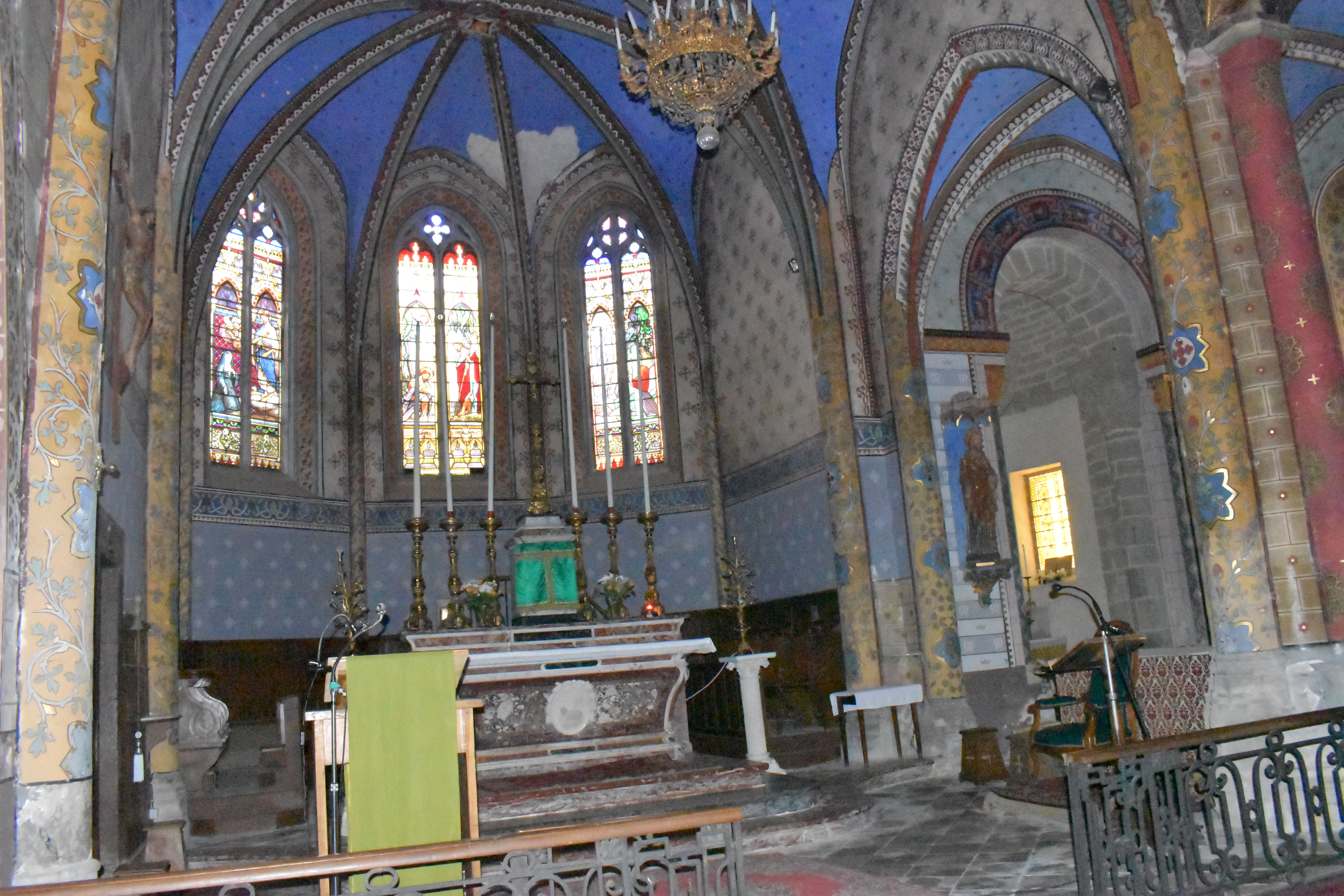
Innenansicht der Kirche Saint-Jean-Baptiste
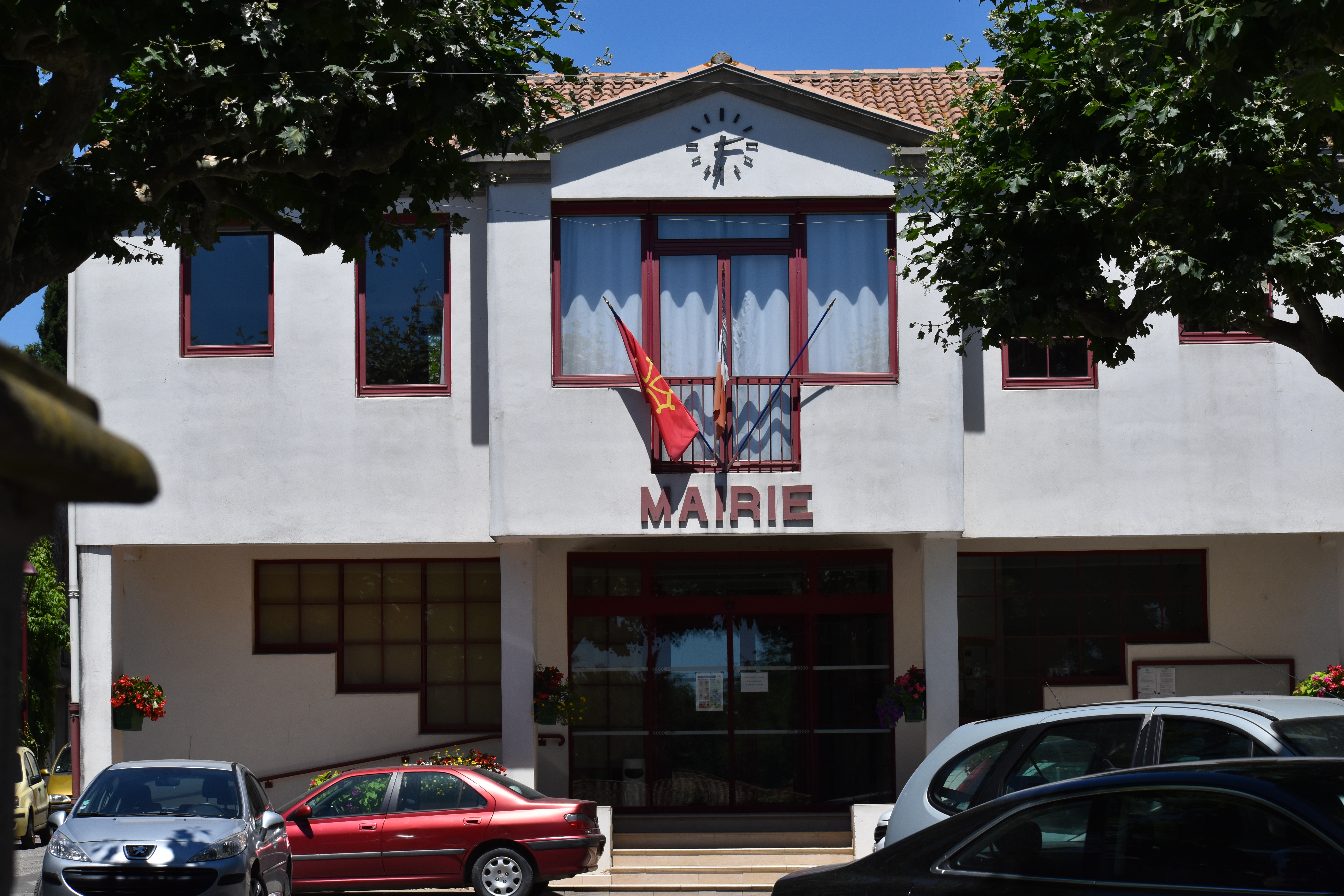
Mairie Villepinte
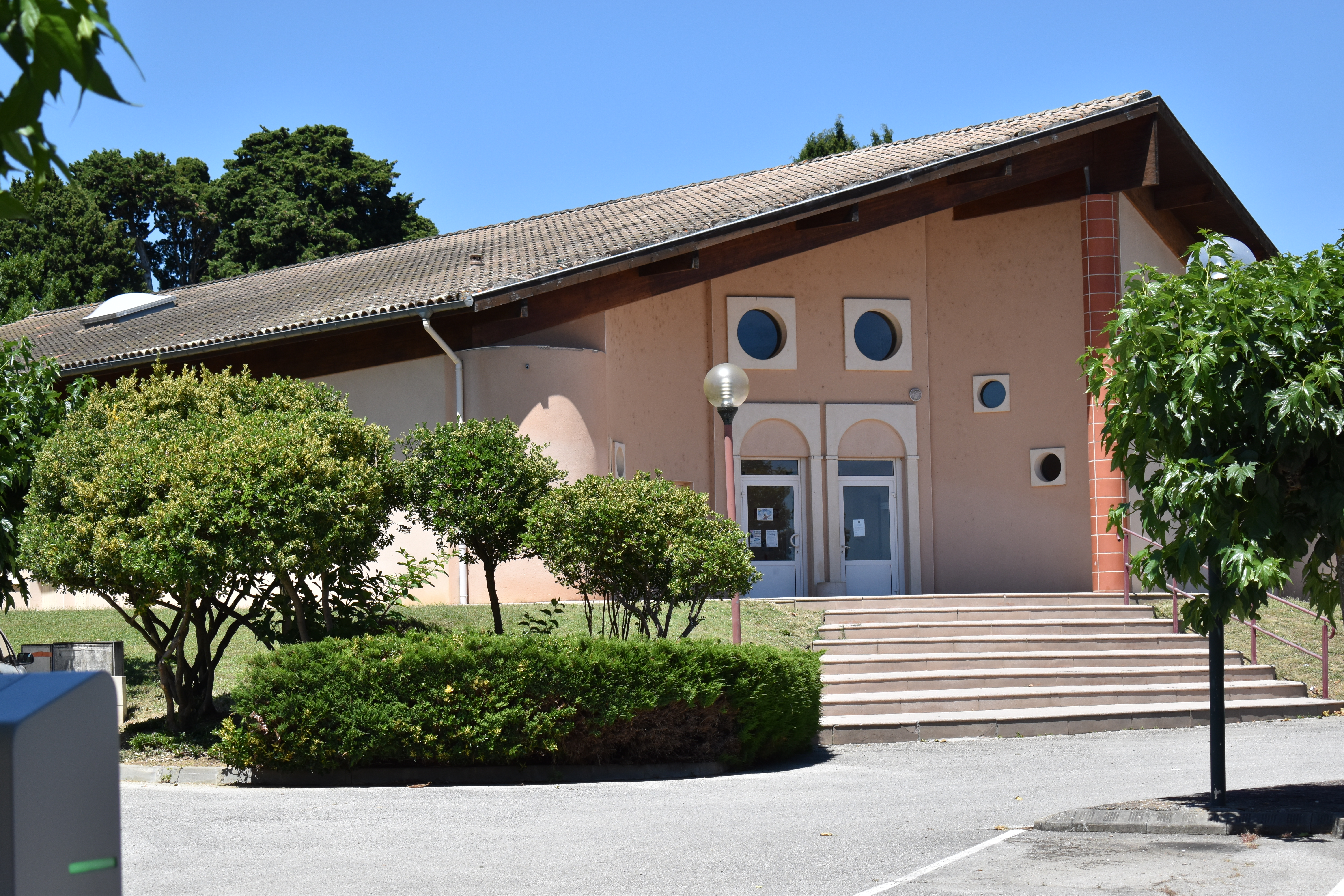
Gemeindefestsaal